# Редовни културни събития в Пловдив
- Международен фестивал на камерната музика – провежда се ежегодно от 10 до 20 юни от 1964 г.[1]
- Есенен салон на изкуствата – провежда се ежегодно от 1967 г. в Стария град.
- Седмици на съвременното изкуство в Баня Старинна – провежда се ежегодно от 1994 г. в Баня Старинна.
- Международен пленер на Графичното ателие – Ежегоден пленер, провежда се от 1995 г.
- Международен пленер по живопис – Провежда се ежегодно от 1977 г. през юли в Стария град.
- Международен симпозиум по скулптура – Провежда се през септември в Цар Симеоновата градина.
- Нощ на музеите и галериите – Нощен фестивал на изкуствата от 20.00 до 19.00 ч. в последния петък на септември, по време на който жителите и гостите на Пловдив имат свободен достъп до всички галерии и музеи в града.
- Верди фестивал – на сцената на Античния театър в продължение на седмица всяко лято от 1987 година се изнасят спектакли на великия композитор.
- Международен фестивал „Пловдивски джаз вечери“ – ежегоден джаз фестивал през септември в лятно кино „Орфей“.
- Международен фолклорен фестивал – провежда се всяко лято от 1993 г.
- Фестивал на старата градска песен „Нежни чувства“ – провежда се ежегодно от 2000 г.
- Фестивал „С любов за танца“ – фестивал за класически танци. Провежда се ежегодно от 1999.
- „Оранжевите концерти“ – В продължение на 3 месеца през лятото, всяка сряда гостуват български виртуози и групи с успешни европейски турнета.
- Пловдив Рок Фест.
- Международен фестивал на китарата – в Зала „Съединение“.
- Международен театрален фестивал „Сцена на кръстопът“, провежда се ежегодно от 1996 г.
- Международен куклено-театрален фестивал „Двама са малко – трима са много“, провежда се ежегодно от 1991 г.
- Фестивал на българското документално и анимационно кино „Златен ритон“ – присъжда награда за документален и анимационен филм.
- Телевизионният фестивал „Златната ракла“ - на 17 октомври 1983 г. в Пловдив започва провеждането на Международния телевизионен фестивал „Златната ракла“, [2] той се провежда ежегодно до 2009 г.
- Международни дни на фотографията – Провежда се ежегодно от 1992 г.
- Литературен фестивал „Пловдив чете“ – литературно четене, замислено и организирано за пръв път от поетесата и издател Божана Апостолова. Провежда се ежегодно от 2003 година.
- Празник на Стария град – в последната събота на септември откритите пространства в Стария град стават сцена за фолклорни танцови и вокални групи, джаз-балетни формации, хорове, рок и джаз групи, състави за стари градски песни.